# عيون قارة
عيون قارة العربية على بعد حوالي 12.5 كم جنوب مدينة يافا.

## التاريخ
كانت ملكية الأرض البالغة 3340 دونم تعود للأخوين الغائبين مصطفى وموسى أبناء عبد الله علي الدجاني من مدينة يافا. ولما أعلن المسؤولون المحليون تقصير فلاحي القرية في تسديد الضرائب، حجزت السلطات العثمانية على الأراضي بأمر من المحكمة، وطرحتها للبيع بالمزاد العلني. حاول المهاجر الصهيوني الروسي زلمان دفيد لفونتين شراءها لكن الحاكم منعه من ذلك تنفيذا لأمر الحكومة في اسطنبول الذي يمنع بيع الاراضي العربية الى اليهود. ورسى المزاد على نائب القنصل البريطاني وحاخام اليهود في يافا حاييم أمزالغ فابتاع الأرض إسمياً من الحكومة، فقد كان وكيلاً سرياً لعشرة مشترين يهود منهم تسفي ودفيد لفونتين. وإثر انتفاض الفلاحين ألغى الحاكم العثماني للمنطقة الصفقة وأعاد الأمور إلى سابق عهدها. ثم أعيد بيعها مرة أخرى إلى ذات القنصل بأموال الصهاينة بسعر 15 فرنك للدونم الواحد. وقام المالك الجديد بتحويل الأرض إلى ملكية جمعية أحباء صهيون. ولم تلبث المستوطنة أن أخذت تتوسع بابتياع أراض جديدة إلى الغرب باتجاه البحر.
أسس الصهاينة على أراضيها مستعمرة ريشون لتسيون في 31 يوليو 1882، على يد الرواد العشرة من هوفي صهيون القادمين خاركيف بأوكرانيا (الإمبراطورية الروسية آنذاك). كان روفين يودليفيتش أيضًا عضوًا في المجموعة.
وبحسب ماروم، قدمت عيون قارة منصة انطلاق مناسبة لمبادرات شراء الأراضي المبكرة التي شكلت نمط الاستيطان الصهيوني حتى بداية الانتداب البريطاني. ووقّع أمزالغ إقرارًا للمستوطنين ينص على أن أيًا من المباني الموجودة على هذه الأرض لن يكون ملكًا له أبدًا.
وقعت بها معركة عيون قارة في نوفمبر 1917 بين العثمانيين والبريطانيين.